# Agglutinazione (linguistica)
L'agglutinazione (da agglutināre, composto da ad e gluten, glutine, colla) in linguistica è il procedimento di formazione delle parole tramite giustapposizione di elementi lessicali distinti (ad es. ovvero, sebbene). Se la fusione avviene con un articolo o con una preposizione si chiama anche "concrezione".